# 豪俠傳
《豪俠傳》（英語：The Legendary Hero）是亞洲電視1990年拍攝的倉底貨劇集，1993年5月31日首播，監製譚新源。

## 演員
- 連偉健 飾 王子斌
- 吳元俊 飾 凌　風
- 羅　烈 飾 王　順
- 江　圖 飾 江坤
- 周秀蘭 飾 秦英
- 劉玉婷 飾 荷花
- 潘冰嫦 飾 姚清琴
- 邱展鵬
- 萬斯敏
- 丁　櫻